# Flagge Ruandas

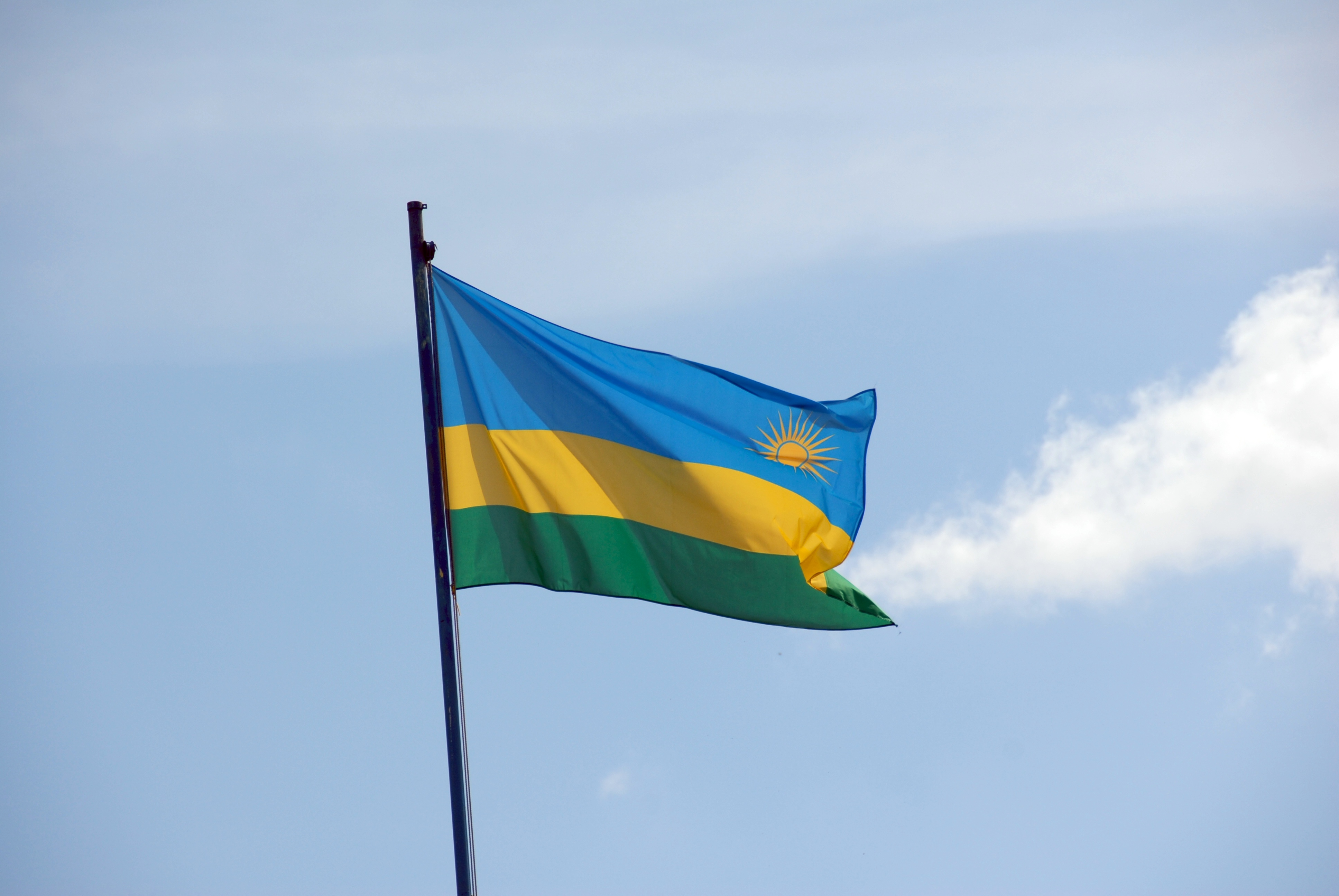
Wehende Flagge

Die Flagge Ruandas wurde von Alphonse Kirimobenecyo, einem einheimischen Künstler und Techniker, entworfen.
Die Flagge besteht aus drei horizontalen Streifen in den Farben Blau, Gelb und Grün. Oben rechts befindet sich eine goldfarbene Sonne mit 24 Strahlen.
Die drei Farben der Flagge stehen für:
- Blau symbolisiert Glück und den Frieden. Das Volk des Landes muss um den Frieden kämpfen, welcher ihnen das Glück und eine stetige wirtschaftliche Entwicklung bringen wird.
- Gelb steht für die wirtschaftliche Entwicklung.
- Grün symbolisiert die Hoffnung auf Wohlstand dank der ausgewogenen Nutzung der Kraft des Volkes Ruandas und der Ressourcen des Landes.

Die goldenfarbene Sonne und ihre 24 Strahlen stehen für das Licht, welches allmählich das gesamte Volk erleuchtet. Dies setzt sich in die Einheit, Transparenz und Kampf gegen Ignoranz um.
Die Flagge wurde offiziell am 25. Oktober 2001 eingeführt.

## Historische Flaggen
Von 1961 (offiziell 1. Juli 1962, Tag der Unabhängigkeit) bis 2001 führte Ruanda eine Flagge mit den panafrikanischen Farben, in der ein schwarzes ‚R‘ im gelben Feld zu sehen ist. Zuvor war es eine Trikolore, die mit der Flagge Guineas identisch war. Das ‚R‘ steht für den Namen des Landes.

Flagge des Königreichs Ruanda von 1959 bis 1962
Flagge der Republik Ruanda von 1962 bis 2001, Seitenverhältnis 2:3